# 서부흰귀자이언트쥐
서부흰귀자이언트쥐(Hyomys dammermani)는 쥐과에 속하는 설치류의 일종이다. 인도네시아 서뉴기니(서파푸아)와 파푸아뉴기니에서 발견된다.

## 특징
대형 설치류로 꼬리 길이 245~318mm를 제외한 몸길이가 300~322mm이다. 발 길이는 52.1~67mm, 귀 길이는 24.7~28mm이다. 몸무게는 최대 985g이다.

## 생태
땅 위에서 생활하는 육상성 동물이다. 하루 종일 나무 뿌리 사이의 움푹 들어간 곳에서 지낸다. 악취가 난다. 먹이는 풀 새싹이다. 경작지에서 고구마를 먹기도 한다. 2월초에 새끼를 데리고 다니는 암컷이 발견된다.

## 분포 및 서식지
뉴기니섬 센트럴코르디예라 산맥 서부 지역의 토착종이다. 해발 1,400m와 2,800m 사이의 휴경지와 숲 가장자리를 따라 습윤 열대 숲에서 서식한다.